# 其干淖尔
其干淖尔是一个位于中国内蒙古自治区赤峰市的湖泊，面积约为4.56平方千米，属于蒙新高原湖区。它的一级流域为内流区诸河，二级流域为内蒙古内流区。